# Hori Hideharu
Hori Hideharu (堀秀治?; 1575 – 1606) fu un samurai giapponese del periodo Sengoku, figlio di Hori Hidemasa e appartenente al clan Hori. Fu servitore di Toyotomi Hideyoshi.

## Biografia
Hideharu fu il figlio maggiore ed erede di Hori Hidemasa. Gli furono affidate delle terre a Echigo dopo la morte del padre e nel 1598 i suoi possedimenti furono ampliati a 300.000 koku. Poco prima della campagna di Sekigahara Hideharu ebbe una disputa con Uesugi Kagekatsu del vicino feudo di Aizu, e successivamente svolse un ruolo marginale nell'armata "Orientale" per sconfiggere il clan Uesugi.
Morì in giovane età, spingendo alcuni a interrogarsi se Tokugawa Ieyasu fosse implicato nella sua prematura scomparsa. Suo figlio, Hori Tadatoshi, accusato di incompetenza nel 1610, perse il suo feudo a Takato nella provincia di Echigo e fu esiliato nella provincia di Mutsu.